# Melanchlajnowie

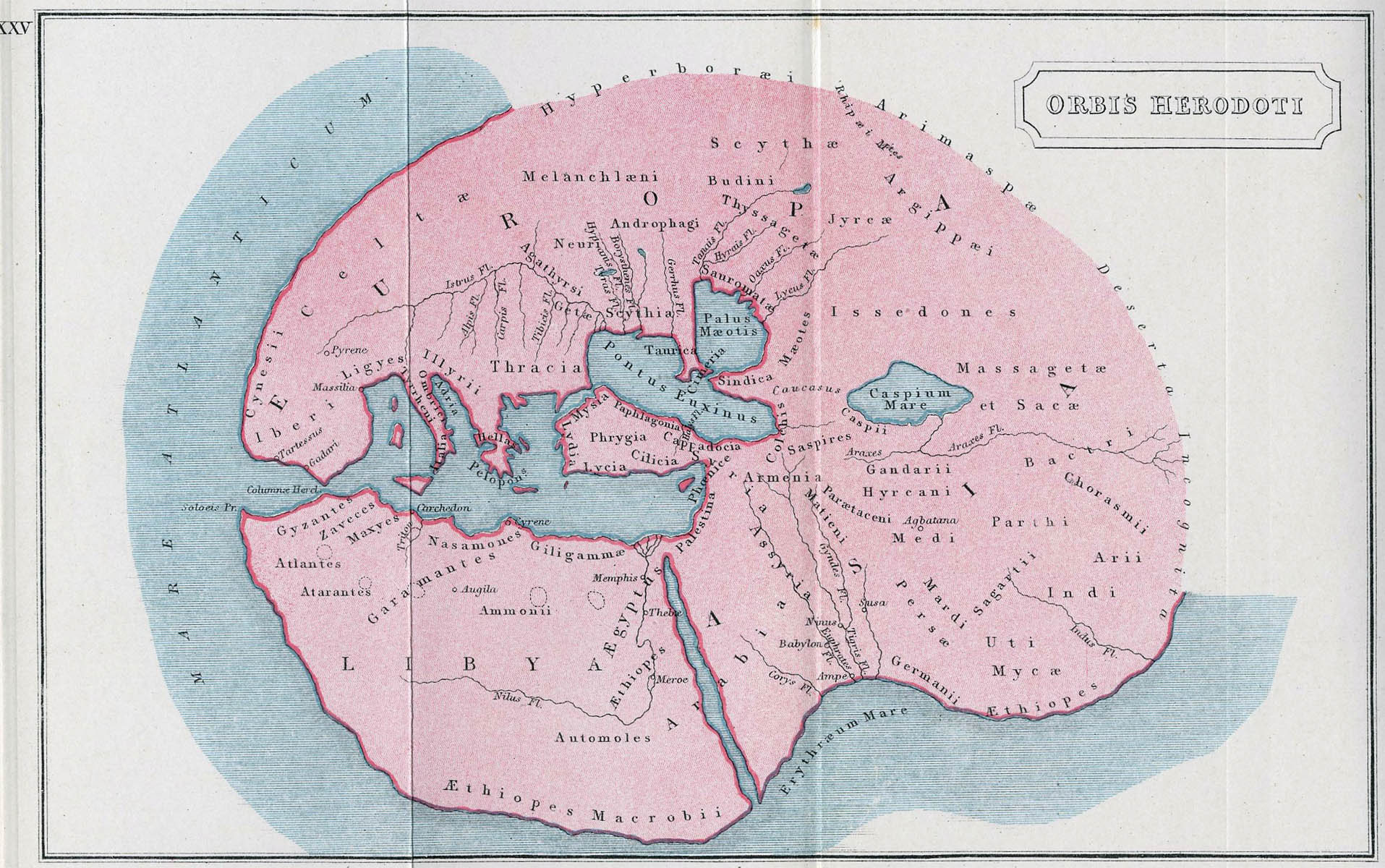
Melanchlajnowie/Melanchlaeni na mapie „Świat Herodota” z XIX wieku

Melanchlajnowie (gr. Μελαγχλαινοι) – starożytny lud wschodnioeuropejski wzmiankowany przez Herodota.
Żyli na północ od Scytów, na wschód od Neurów i Androfagów, w sąsiedztwie Budynów. Współcześni badacze ich siedziby lokalizują w okolicy górnego Donu i Oskołu, z centrum w okolicach dzisiejszego Woroneża.
Zwyczaje ich miały być podobne do scytyjskich, choć sami zdecydowanie byli niescytyjskiego pochodzenia. Ich nazwę Herodot urobił od czarnych szat, które mieli nosić. Uważani za ludność pochodzenia fińskiego.